# Aplit

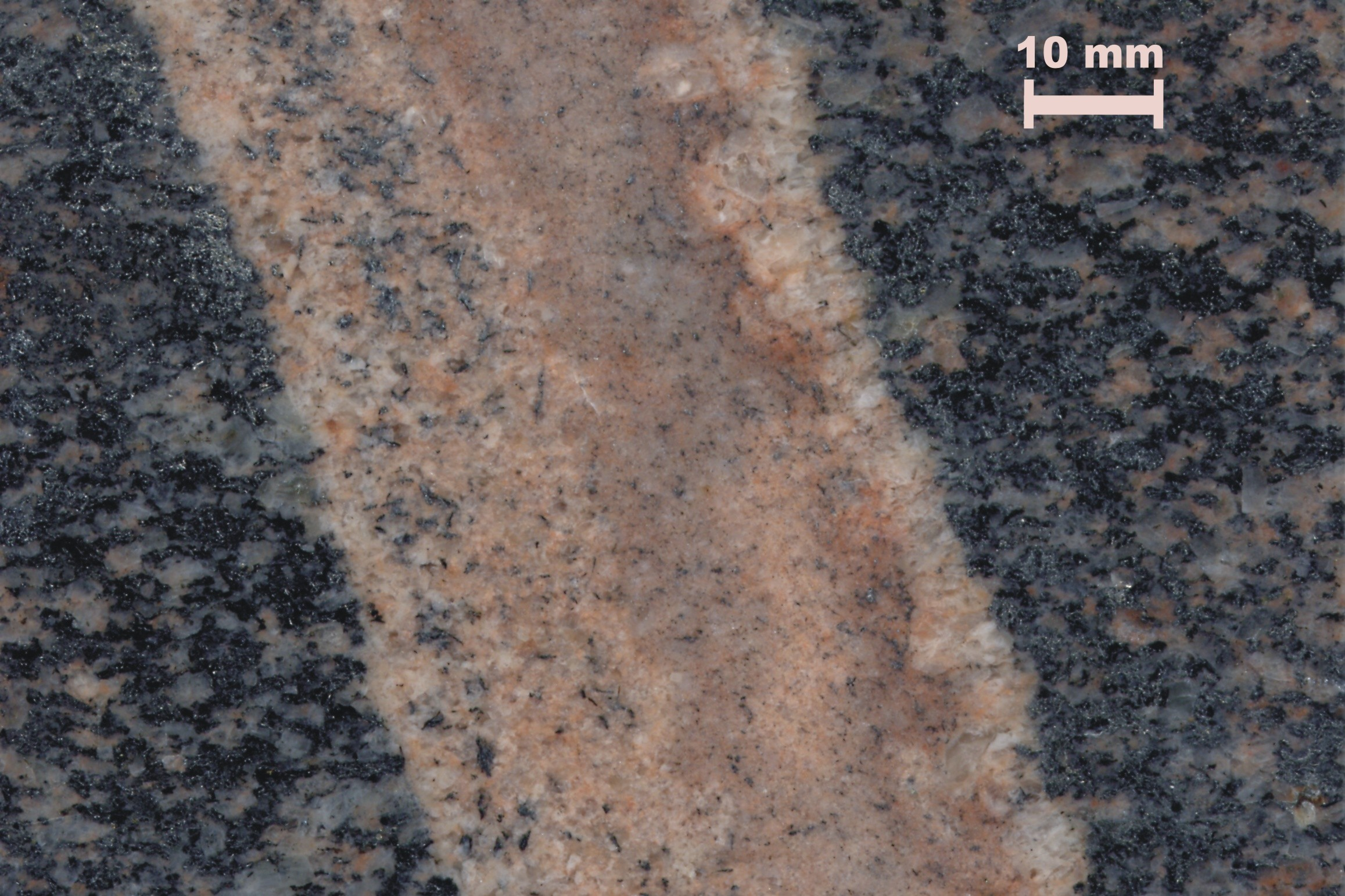
Aplitgang in einem Granodiorit des Eisengebirges

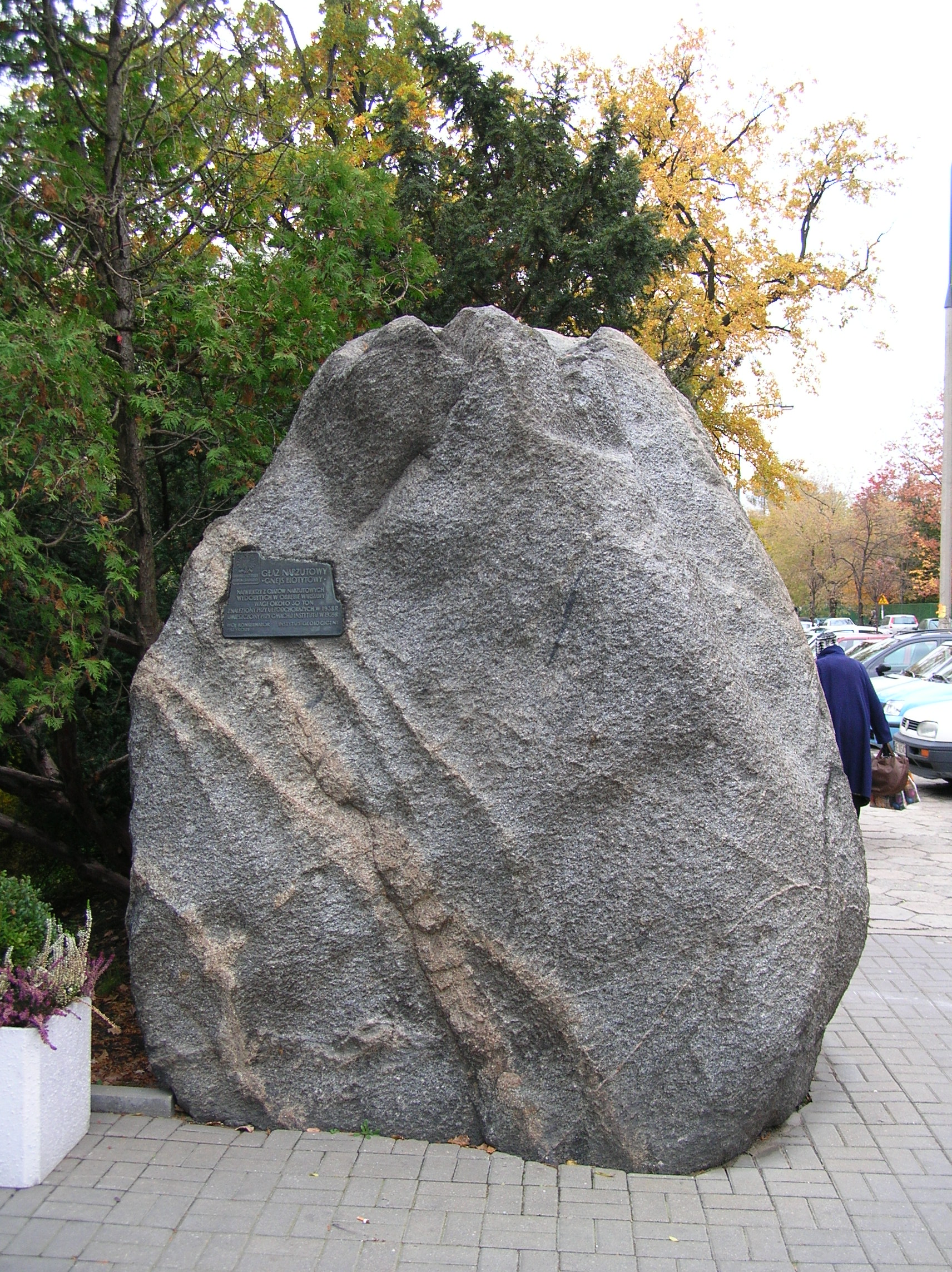
Aplitgänge in einem eiszeitlichen Findling aus Granit (am Polnischen Geologischen Institut, Warschau)

Aplit ist ein Gruppenname für hellmineralreiche, feinkörnige und dichte leukokrate Ganggesteine assoziiert mit Plutoniten oder metasomatisch veränderten Gesteinen. Aplite zeichnen sich durch einen sehr niedrigen Gehalt an Mafiten (unter 5 Prozent) aus.

## Etymologie und Termini
Die Bezeichnung Aplit leitet sich ab von griech. ἀπλος (haplos), was einfach bedeutet. Sie wurde von A.J. Retz um 1800 zum ersten Mal und später (1823) von Karl Cäsar von Leonhard in die wissenschaftliche Fachliteratur eingeführt, wahrscheinlich in Anlehnung an den relativ einfachen mineralogischen Aufbau des Gesteins.
Die Vorsilbe Aplo- wird zur Bezeichnung heller, mineralogisch einfach zusammengesetzter Gesteine verwendet, welche an ferromagnesischen Mineralen verarmt sind. Beispiele sind der Aplodiorit und der Aplogranit. Der von Walter Ehrenreich Tröger 1935 in seiner Speziellen Petrographie der Eruptivgesteine eingeführte Begriff Aplosyenit wird inzwischen nicht mehr verwendet.

## Verbreitung
Bedingt durch ihre Assoziation mit Granitoiden und gelegentlich auch basischeren Magmatiten wie z. B. Gabbros treten Aplite weltweit auf (Grundgebirge, Orogene, Batholithe, Intrusionen und magmatische Provinzen).

## Ausbildung

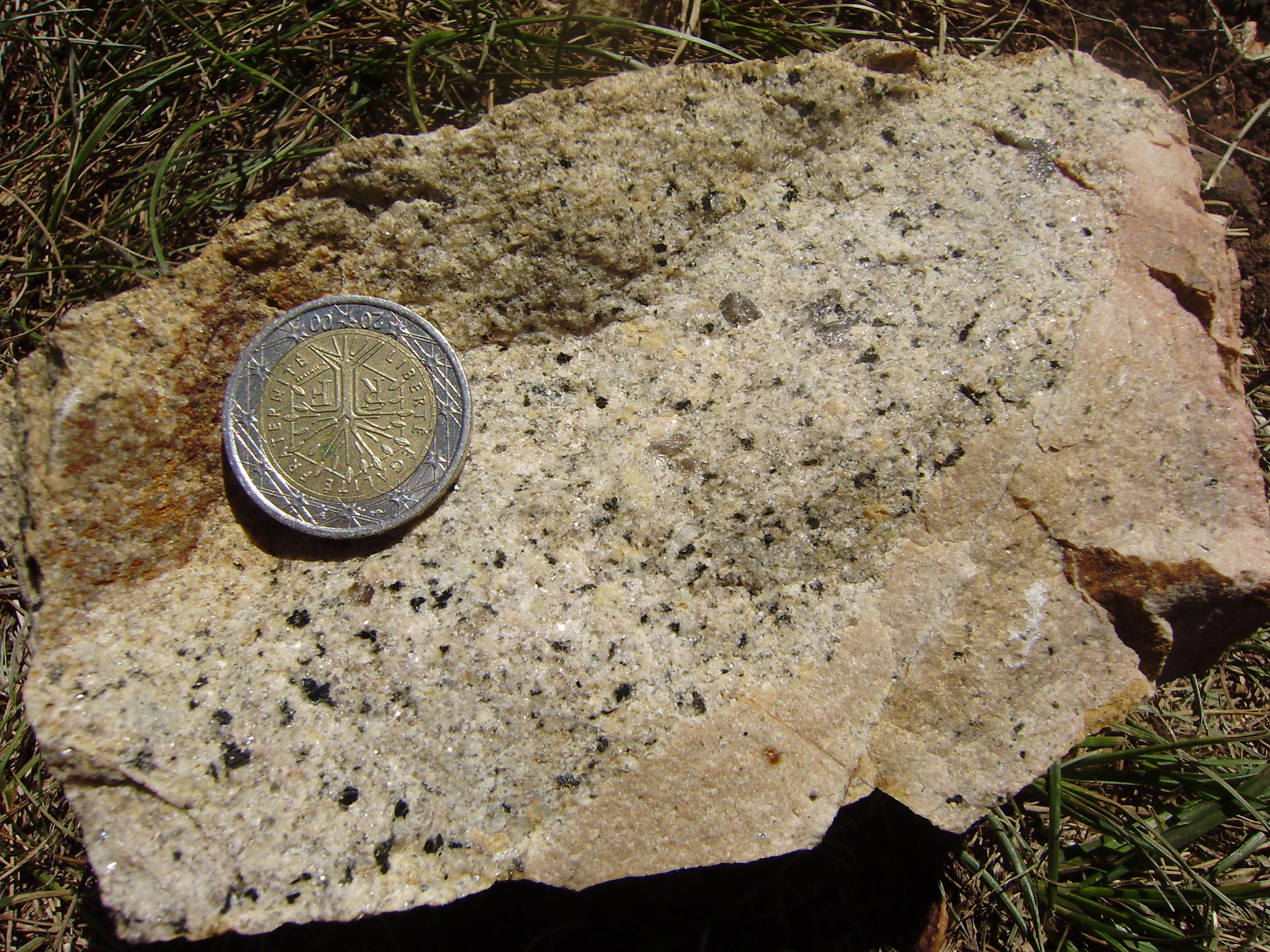
Rosafarbener Aplitgang im Mikrogranit, Piégut-Pluviers-Granodiorit

Aplite sind sehr helle, dichte, feinkörnige bis aphanitische Gang- oder Adergesteine. Ihre Farbe kann von weiß über hellgrau bis hin zu rosa oder fleischfarben variieren. Die Gänge können zoniert sein. Ihr Gefüge ist meist sehr gleichkörnig und nichtporphyrisch. Die Korngröße bewegt sich im Submillimeterbereich und zum Erkennen der Minerale ist daher eine Lupe erforderlich. Aufgrund der geringen und sehr einheitlichen Korngrößen darf bei magmatisch entstandenen Apliten von einer sehr raschen und gleichzeitig erfolgten Kristallisation ausgegangen werden. Die Kristallformen sind überwiegend hypidiomorph, das Gefüge ist mosaikartig. Die Gangstärke der Aplite bewegt sich meist im Zentimeterbereich, seltener im Dezimeterbereich, gelegentlich auch im Meterbereich. Sehr selten können sie auch kleinere Stöcke oder unregelmäßige Ansammlungen im Inneren oder in Randbereichen von Plutonen bilden. An Pegmatiten finden sich oft auch aplitische Randzonen.

## Chemische Zusammensetzung

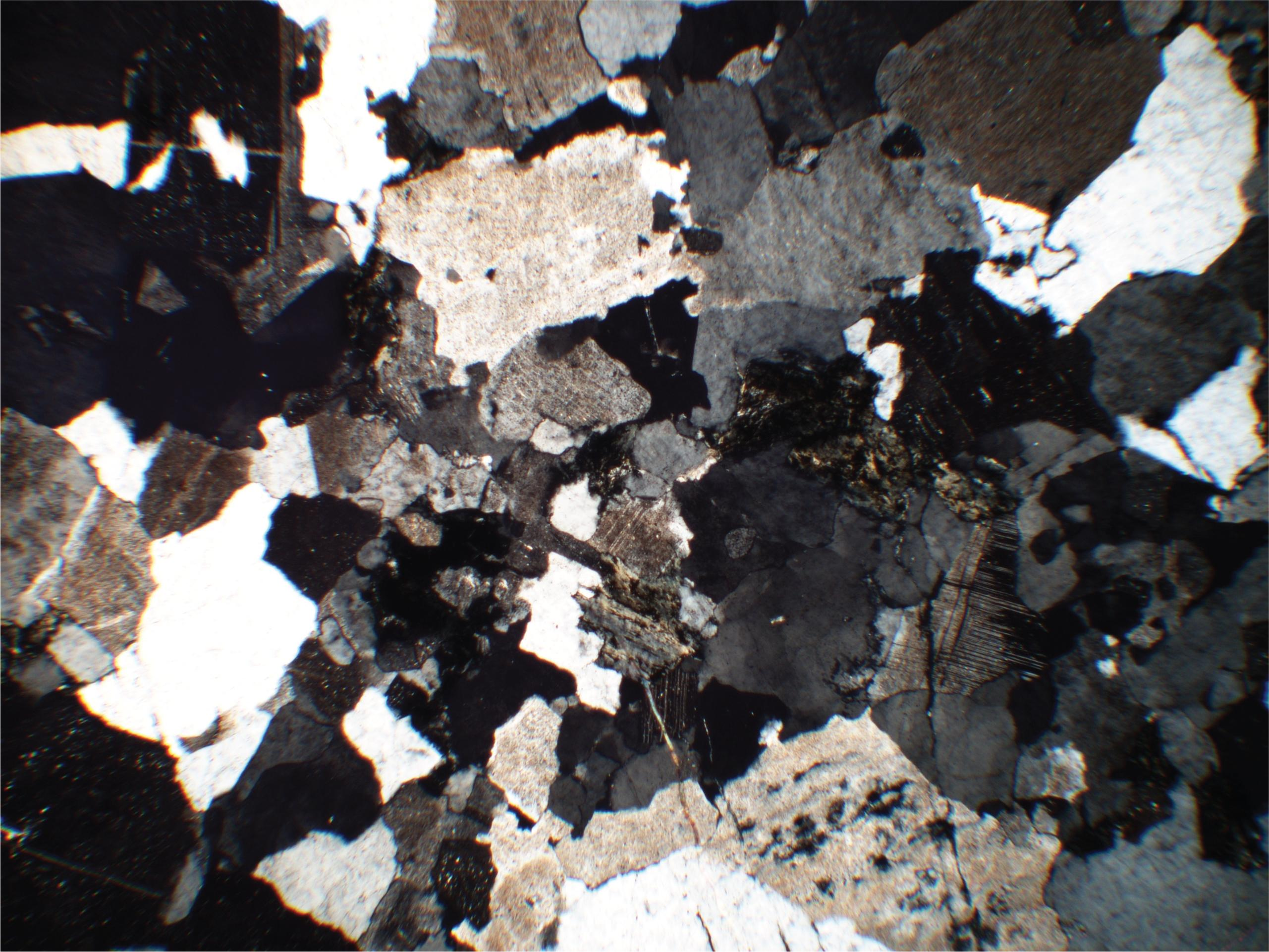
Granodioritischer Aplitgang im Dünnschliff, Vergrößerung 1:50. Enthält chloritisierten Biotit, Quarz (mit Unterkornentwicklung), Mikroklin und Plagioklas. Der Plagioklas wird von feinstem Hämatit rot gefärbt (Fe-Metasomatose).

Aplite sind überwiegend aus Quarz, Alkalifeldspat (meist Orthoklas oder Mikroperthit) und Plagioklas zusammengesetzt. Sie sind sehr an mafischen Mineralen verarmt (in der Regel Biotit), wobei ihre Farbzahl meist unter 5 liegt (hololeukokrat), im Verbund mit basischeren Intrusiva kann diese jedoch bis auf 10 ansteigen. Ihr Chemismus ähnelt oft sehr stark der Zusammensetzung der feinkörnigen Zwickelfüllung von porphyrischen Ausgangsgesteinen. Auffallenderweise handelt es sich hierbei um die eutektische Zusammensetzung von Granitoiden. Ihr Alkalifeldspat kann vereinzelt auch porphyrische Tendenzen annehmen, Quarz jedoch so gut wie nie. Dies unterstreicht ihre Vergesellschaftung mit Granophyren, Quarzporphyren und Felsiten. Mit Dioriten und Quarzdioriten assoziierte Aplite zeigen meist eine etwas abgeänderte Zusammensetzung, so führen sie vorwiegend Plagioklas (Oligoklas) sowie Muskovit, Apatit und Zirkon. Syenitaplite zeigen hauptsächlich Alkalifeldspat, wozu sich in den seltenen Eläolith-Syeniten auch Nephelin gesellen kann (Nephelin führende Aplite wurden früher auch als Aploide bezeichnet). Wächst der Quarzgehalt stark an, so können Aplite mittels sehr quarzreicher Modifikationen wie Beresit auch in Quarzgänge übergehen.
Biotit und andere ferromagnesische (Fe-Mg-haltig) Minerale kommen nur selten oder so gut wie gar nicht vor.
Neben pneumatolytischen Mineralien wie Topas und Fluorit können auch Turmaline mitunter auftreten.
Aplite zeigen oft erhöhte Konzentrationen der Elemente Beryllium und Lithium.

## Entstehung
Aplite können durch zwei sehr unterschiedliche Prozesse entstehen:
- magmatisch
- metasomatisch

### Magmatische Entstehung
Bei Erfüllung des Puzzle-Kriteriums, d. h. dem lückenlosen Aneinanderfügen des Wirtsgesteins bzw. der lückenlosen Schließung der Gangspalten, kann davon ausgegangen werden, dass Aplite die schmelzflüssige Füllung von aufreißenden Dehnungsspalten oder -spaltensystemen in plutonischen Gesteinskörpern darstellen. Ihre Injektion erfolgt als eutektische Restschmelze im magmatischen Zustand im Spätstadium der jeweiligen Plutone. Die geringe Korngröße der Aplite lässt auf eine rasche Abkühlung der Restschmelze schließen.

### Metasomatische Entstehung
Fällt die Bewertung des Puzzle-Kriteriums negativ aus, muss eine metasomatischen Entstehung der Aplite angenommen werden, d. h. ihre Bildung erfolgte in situ mittels chemischer Reaktionen (metasomatische Differentiation) im festen Zustand, Verschiebungen des Wirtsgesteins blieben aus. Der chemische Stoffaustausch ist meist nur im Zentimeter- bis Dezimeterbereich wirksam. Das Wirtsgestein (Paläosom) verarmt meist an hellen Bestandteilen wie beispielsweise Feldspäten (es wird hierdurch zu einem Melanosom), die sich dann im Leukosom, dem Aplit, anreichern. Metasomatische Aplite sind im Vergleich mit ihrem Ausgangsgestein meist an SiO2 angereichert.

## Varietäten
Aplogranite oder auch Granitaplite sind hellfarbige Gesteine mit der gleichen Zusammensetzung wie Granit, in welchen jedoch Biotit selten oder nicht vorhanden ist. Neben den Granitapliten gibt es auch Syenit-, Diorit- und Gabbroaplite.
Mikroaplite sind extrem feinkörnige Ausfüllungen von Hohlräumen und Rissen in syntektonischen Granitoiden. Bei fortschreitender Deformation können die Granitoide wegen der wirksam werdenden Zugspannungen nicht mehr vollständig auskristallisieren. Darüber hinaus werden bereits auskristallisierte Körner gespalten oder zerrissen. Die verbliebene Restschmelze wird daher zu einem rapiden Kristallisationsprozess in den entstehenden Hohlräumen genötigt. Die so entstehenden Ausfüllungen bestehen aus winzigen Plagioklas- (Albit, Oligoklas) und xenomorphen Quarzkörnern mit oft ausgebuchteten und gezähnten Rändern. Mikroaplitische Füllungen führen bezeichnenderweise keine tiefertemperierten, gerissenen Mikrokline.

## Naturwerksteinsorte
Aufgrund ihres Vorkommens als relativ dünnmächtige Ganggesteine werden Aplite selten gehandelt, da sie nur in begrenzten Mengen vorkommen.
Beispiel:
- Grigio Argento: Aplit aus Sardinien